# Max von Lerchenfeld

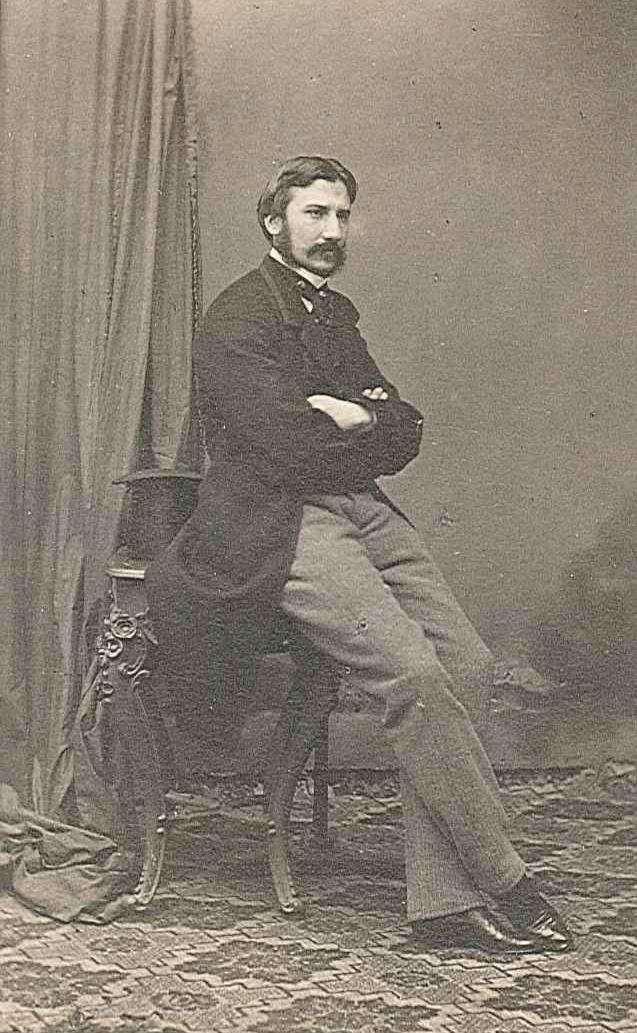
Max Freiherr von Lerchenfeld-Aham

Max Freiherr von Lerchenfeld-Aham (* 7. Februar 1842 in Rockenhausen; † 6. September 1893 in Heinersreuth) war ein deutscher Gutsbesitzer und Mitglied des Reichstages.

## Leben
Von Lerchenfeld besuchte das Gymnasium in München und studierte an den Universitäten Heidelberg und München, u. a. Rechtswissenschaften. Von 1867 bis 1868 war er an der Forstakademie in Tharandt. Er widmete sich der Verwaltung des eigenen Gutes mit Schloss Heinersreuth. Ab 1885 bis zu seinem Tode war er im Aufsichtsrat der Bayerischen Vereinsbank.
Zwischen 1881 und 1891 war er Mitglied der Bayerischen Kammer der Abgeordneten. Am 1. Oktober 1891 wurde er zum lebenslangen Reichrat ernannt. Von 1878 bis 1881 war er Mitglied des Deutschen Reichstages für den Wahlkreis Oberfranken 4 (Kronach, Lichtenfels) und die Deutsche Reichspartei.